# Eurybelodon
Eurybelodon ist eine ausgestorbene Rüsseltiergattung, sie wird zur Unterfamilie der Amebelodontinae innerhalb der Familie der Gomphotheriidae gezählt. Die Gattung beruht auf einigen wenigen Fossilresten bestehend aus Kiefer- und Stoßzahnfragmenten, welche im US-Bundesstaat Oregon zu Tage kamen. Die Tiere lebten in waldreichen Seenlandschaften des Mittlere Miozäns vor etwa 13 bis 9 Millionen Jahren. Besonderheiten im Fossilmaterial finden sich in dem laminierten Aufbau der Stoßzähne und ihrer vollständigen Bedeckung durch Zahnschmelz, die Mahlzähne zeichnen sich außerdem durch einen recht ursprünglichen Bau für Gomphotherien aus. Zuerst wurden die Fundreste einem anderen Vertreter der Rüsseltiere zugewiesen, aufgrund abweichender Merkmale erfolgte im Jahr 2016 eine Neubewertung.

## Merkmale
Eurybelodon ist ein Vertreter der Amebelodontinae, von dem bisher lediglich einzelne Kieferelemente und Stoßzahnfragmente vorliegen. Die oberen Stoßzähne waren oval im Querschnitt mit einer größeren Höhe gegenüber der Breite. Rund 14 cm vor der Spitze betrug die Breite der Stoßzähne etwa 4,8 cm, die Höhe rund 6,2 cm. In Längsrichtung bogen sie leicht nach unten ab. Die unteren Stoßzähne zeigten sich auffallend flach und auf der Oberseite deutlich eingedellt. Die körperferne Breite lag bei 15,5 cm, die körpernahe bei 13,2 cm, die durchschnittliche Höhe belief sich auf 3,3 cm. In Längsrichtung waren sie eingedreht. Im Innern besaßen sowohl die oberen wie auch die unteren Stoßzähne einen charakteristisch konzentrisch-laminierten Aufbau, was von den tubulären Strukturen von Platybelodon oder Torynobelodon abweicht. Ebenso war die Außenhülle bei den oberen und unteren Stoßzähnen vollständig von gerippelten Zahnschmelz bedeckt. In dem Merkmal unterscheidet sich Eurybelodon von den meisten moderneren Rüsseltieren, die nur ein schmales seitliches Schmelzband aufweisen. Vom hinteren Gebiss sind lediglich der zweite und dritte Molar bekannt, die beide ein für Gomphotherien typisches bunodontes Kauflächenmuster mit buckeligen Höckern in paralleler Anordnung besaßen. Jeweils zwei größere Höcker bildeten eine quer zur Zahnlängsrichtung verlaufende Leiste. Auffälligerweise verfügte der letzte Mahlzahn bei Eurybelodon nur über drei vollständige Leisten und eine angedeutete vierte Leiste. Das ist vergleichsweise konservativ für Gomphotherien, da etwa Gomphotherium auf diesem Zahn vier vollständige, Platybelodon hingegen fünf vollständige besaß. Die Zahnbuckel der pretriten (stärker abgekauten) Zahnseite wiesen ein markant kleeblattförmiges Muster auf. Die Länge des dritten Molaren betrug 15,3 cm, die Breite 7 cm. An einem insgesamt 39 cm langen Unterkieferfragment ließen sich keine diagnostischen Merkmale beobachten. Er wies am horizontalen Knochenkörper eine Höhe von 14,5 cm auf, die Symphyse erreichte eine Breite von 22 cm.

## Fossilfunde
Das bisher einzige bekannte Fossilmaterial von Eurybelodon kam im oberen Abschnitt der Juntura-Formation bei der Ortschaft Juntura im Malheur County im Südosten des US-Bundesstaates Oregon zu Tage. Die Gesteinseinheit ist etwa 380 m mächtig und besteht aus drei Schichtgliedern, von denen das obere besonders fossilführend ist. Es umfasst eine Sequenz aus verschiedenen Ton- und Sandsteinen mit eingeschalteten Tuffen und Bimssteinen. Die Ablagerungen werden als Reste ehemaliger Überflutungsebenen und Seen gedeutet, die sich innerhalb mittelfeuchter Waldlandschaften erstreckten. Diese bestanden bei durchschnittlichen Jahrestemperaturen von 13 °C und bei einem Jahresniederschlag von 880 mm. Auf Basis radiometrischer Altersbestimmungen können die Schichten in das Mittlere Miozän vor etwa 13 bis 9 Millionen Jahren datiert werden (lokalstratigraphisch Clarendonium). Die bedeutende Säugetierfauna aus diesem Bereich der Juntura-Formation wird als Black Butte local fauna bezeichnet. Sie besteht aus Insektenfressern, Nagetieren, Hasenartige, Raubtieren und verschiedenen Huftieren wie Paar- und Unpaarhufern. Als besondere Landschaftsindikatoren können etwa einige ausgestorbene Biber in Auwäldern und Kamele und Pferde in offenen Gebieten gewertet werden. Unter den Rüsseltieren liegt neben Eurybelodon auch Mammut aus der urtümlicheren Gruppe der Mammutidae vor. Eurybelodon ist mit wenigstens zwei
Unterkiefern und einzelnen Stoßzahnresten vertreten. Das gesamte Material ist stark fragmentiert, das längste Stoßzahnfragment erreicht eine Länge von 50 cm.

## Systematik
Eurybelodon ist eine Gattung aus der Unterfamilie der Amebelodontinae innerhalb der Familie der Gomphotheriidae und der Ordnung der Rüsseltiere (Proboscidea). Die Gomphotherien wiederum vereinen entwickelte Rüsseltiere mit einem wie bei den heutigen Elefanten auftretenden horizontalen Zahnwechsel, im Gegensatz zu den frühesten Vertretern der Ordnung, bei denen noch der säugetiertypischen vertikalen Zahnwechsel belegt ist. Als besonderes Kennzeichen der Amebelodontinae sind die schaufelartigen unteren Stoßzähne anzusehen. Sie gelten außerdem wegen ihrer aus drei Leisten bestehenden vorderen Mahlzähne als Teil der sogenannten trilophodonten Gomphotherien. in einigen Systematiken werden die Amebelodontinae auch als eigenständige Familie (Amebelodontidae) geführt.
Die Verwandtschaftsverhältnisse innerhalb der Amebelodontinae sind noch weitgehend in Diskussion. Ein Grund dafür findet sich im Bau der Stoßzähne. Hier treten einerseits Formen auf, bei denen die Stoßzähne aus konzentrischen Laminierungen bestehen. Andere Vertreter wie Platybelodon, Konobelodon und Torynobelodon weisen wiederum ein tubuläres Inneres auf. Teilweise werden von einigen Wissenschaftlern auch einzelne Rüsseltiere zu den Amebelodontinae gestellt, die keine schaufelartigen Stoßzähne aufweisen, so etwa Progomphotherium und Afromastodon.
Die näheren Beziehungen von Eurybelodon zu anderen Amebelodontinen sind nicht eindeutig. Die laminierten unteren Stoßzähne machen eine engere Bindung zu Platybelodon oder Torynobelodon eher unwahrscheinlich. Die hinteren Mahlzähne mit ihren drei vollständigen und vierten angedeuteten Leiste könnten für ein engeres Verhältnis zu Amebelodon sprechen, dieses besaß aber eher gerundete untere Stoßzähne und nicht so flache wie bei Eurybelodon. Letzteres tritt unter anderem bei Konobelodon auf, einst als Untergattung von Amebelodon gewertet, die Stoßzähne zeigen aber keine auffälligen Drehungen. Auch bestehen die hinteren Molaren bei der Gattung aus fünf Leisten. Als weitere Besonderheit, die Eurybelodon von anderen Gomphotherien trennt, sind sowohl die oberen als auch die unteren Stoßzähne vollständig mit Zahnschmelz bedeckt. Die meisten modernen Rüsseltiere haben hier nur ein schmales seitliches Band an den oberen Stoßzähnen, während die unteren frei davon sind. Bei den Jungtieren der heutigen Elefanten kommt an den Stoßzähnen noch eine dünne Zahnschmelzschicht vor, die später verlorengeht. Der Vorgang hängt primär mit der Nahrungsaufnahme zusammen. Bei Eurybelodon sind allerdings keine Abrasionsspuren erkennbar, so dass die Funktion der Stoßzähne bei der Rüsseltiergattung unklar bleibt. Ebenso ist daher der Nutzen der Zahnschmelzbedeckung ungeklärt.
In einer ersten Bewertung des Faunenmaterials der Black Butte local fauna verwiesen J. Arnold Shotwell und Donald E. Russell die Gomphotherien-Funde zu Platybelodon, das recht häufig in Nordamerika in Erscheinung tritt. Mehr als 50 Jahre später erkannte dann W. David Lambert, dass es sich unter Berücksichtigung der genannten Unterschiede bei den Fossilresten wohl um eine eigenständige Gattung handelt. Er beschrieb sie daher im Jahr 2016 unter der Gattungsbezeichnung Eurybelodon neu. Als Holotyp wies er ein oberes Stoßzahnfragment aus (Exemplarnummer UOMNH F-7977). Mit E. shoshani führte Lambert außerdem eine neue Art ein. Die Gattungsbezeichnung Eurybelodon leitet sich von dem griechischen Wort ευρύ (eury) für „breit“ ab und bezieht sich auf die Gestaltung der Unterkieferstoßzähne. Der Namenszusatz -belodon ist eine häufig verwendete Endung bei Gomphotherien. Das Artepitheton shoshani ehrt Jeheskel Shoshani, einem der führenden Experten für rezente und fossile Rüsseltiere, der im Mai 2008 bei einem Terroranschlag in Addis Abeba ums Leben kam.